# 쥬랜더
《쥬랜더》(영어: Zoolander)은 2001년 공개된 미국의 코미디 영화이다.

## 출연

### 주연
- 벤 스틸러
- 오웬 윌슨
- 윌 페렐
- 크리스틴 타일러
- 밀라 요보비치
- 제리 스틸러

### 조연
- 아시오 하이스미스
- 알렉스 매닝
- 알렉산더 스카스가드
- 랜스 베이스

## 기타
- 원작자: 드레이크 샤더
- 원작자: 벤 스틸러
- 제작팀장: 모니카 레빈슨
- 제작부: 셀리아 D. 코스타스
- 미술: 로빈 스탠드퍼
- 의상: 데이빗 C. 로빈슨
- 배역: 주엘 베스트롭
- 배역: 진 맥칼디
- 배역: 캐슬린 초핀